# Alcóntar
Alcóntar és una localitat de la província d'Almeria, Andalusia. L'any 2005 tenia 647 habitants.
Limita amb Serón, Gérgal i Caniles. Està format per dos nuclis principals de població, Alcontar i El hijate. La seva principal riquesa és el cultiu de secà, especialment l'ametller, i la seva indústria és la d'assecar pernils.

## Demografia
| 1996 | 1998 | 1999 | 2000 | 2001 | 2002 | 2003 | 2004 | 2005 | 2006 |
| ---- | ---- | ---- | ---- | ---- | ---- | ---- | ---- | ---- | ---- |
| 621  | 603  | 610  | 656  | 656  | 647  | 627  | 650  | 647  | 617  |